# Farmington (hrabstwo Franklin)
Farmington – jednostka osadnicza w Stanach Zjednoczonych, w stanie Maine, w hrabstwie Franklin.